# García Ramírez (biskup)
Don García Ramírez (umro 17. srpnja 1086.) bio je infant (princ) Aragonije te biskup Jace i Pamplone.
Bio je sin prvog kralja Aragonije, Ramira I. i njegove prve supruge, kraljice Ermesinde od Bigorre te tako brat kralja Sanča Aragonskog te infanata Urake, Terezije i Sanče, koja je bila velika grofica.
Biskup García je bio u dobrim odnosima s kraljem Kastilje i Leona Alfonsom VI. i papom Grgurom VII.
Premda je bio biskup, Don García je bio nepismen. Postavljanje njega za biskupa imalo je više veze s visokom politikom negoli s religijom. 
Don García je poslao pismo papi Grguru u kojem je napisao kako je njegov otac kralj odlučio papi plaćati porez (pismo, naravno, nije ni napisao sam García). Istu je priču García dao kralju Alfonsu te se zna da je papa u nju povjerovao, a moguće je da je i Alfons u to povjerovao.
Don García je umro 17. srpnja 1086. godine.